# Суринамский гульден
Гульден (нидерл. Surinaamse guilder) (ISO 4217 код: SRG) — вышедшая из оборота денежная единица Республики Суринам. Был валютой Суринама до 2004 года, после чего он был заменен на доллар Суринама. Был равен 100 центов. До 1940-х годов, множественное число на голландском языке писалось cents, слово centen появлялось на некоторых ранних бумажных банкнотах. После 1940-х множественное число на голландском языке стало писаться cent.

## История
Гульден Суринама первоначально был в обороте наравне с голландским гульденом. В 1940 году, после оккупации Нидерландов, валюта Суринама (как и Нидерландский антильский гульден) была привязана к доллару США по курсу 1,88585 гульденов = 1 доллар.
В результате высокой инфляции в начале 1990-х годов Гульден Суринама сильно подешевел. Правительство Суринама сменило гульден на доллар 1 января 2004 года, по курсу обмена 1 доллар = 1000 гульденов. Чтобы не тратить бюджетные деньги на чеканку монет номиналом менее 5 гульденов (все с номиналом в центах) было решено сохранить в качестве разменных монет для новой валюты. Таким образом, эти монеты увеличили свою покупательную способность в 1000 раз за одну ночь.

## Монеты
До 1942 года в Суринаме были распространены голландские монеты номиналом 1, 5, 10 и 25 центов. Эти монеты чеканились в США для использования в Нидерландской Гвиане, а также в Нидерландских Антильских островах.
В 1962 году впервые были введены монеты с названием республики Суринам. Эти монеты выпускались номиналом в 1, 5, 10 и 25 центов и 1 гульден. Монета 1 цент была из бронзы, медно-никелевые 5, 10 и 25 центов и серебряный 1 гульден. Алюминиевые монеты  1 и 5 центов были введены в 1974 и 1976 годах. В 1987 году, 10 и 25 центов также стали алюминиевыми монетами. Были введены медно-никелевые 100 и 250 центов.

## Банкноты
В 1826 году Algemene Nederlandsche Maatschappij (General Netherlands Company) выпустил банкноты номиналом ½ и 3 гульдена. За ними последовали в 1829 году банкноты номиналом ½, 1, 2, 3, 5, 10 и 50 гульденов. В 1837 году были введены банкноты номиналом: 10, 15 и 25 и 25 центов(centen). В 1865 году выпущены 100, 200 и 300 гульденов.
Surinaamsche Банк выпустил 50 гульденов в 1901 году, затем 10 гульденов в 1915 году, 200 гульденов в 1925 году, 50 гульденов в 1926 году, 100 гульденов в 1927 году, 5 гульденов в 1935 году, 2 ½ гульдена в 1940 году, 25 гульденов в 1941, 1000 гульденов в 1943 и 300 гульденов в 1948 году. Правительство между 1918 и 1920 годами выпустило серебряные сертификаты(zilverbonnen) для обеспечения банкнот номиналом ½, 1 и 2 ½ гульденов. В 1940 году выпущена монета номиналом 1 гульден, которая была в обращении одновременно с банкнотой того же номинала. Позже монета номиналом 50 центов заменила банкноту до 1942 года, а монета 2 ½ гульденов введена в 1950 году. Серебряные сертификаты 1918—1920 годов были заменены в 1960 году для банкнот номиналом 1 и 2 ½ гульденов — уже невыпускавшихся, но остававшихся в обращении до 1985 года.
В 1957 году Центральный банк Суринама начал выпуск банкнот номиналом: 5, 10, 25, 100 и 1000 гульденов. Банкнота номиналом 500 гульденов введена в 1982 году, а затем выпущена 250 гульденов в 1988 году. 2000 гульденов появилась в 1995 году, а затем в 1997 году, в результате инфляции выпущены 5000 и 10000 гульденов и последняя банкнота номиналом 25 000 гульденов выпущена в 2000 году.

## Галерея банкнот и монет

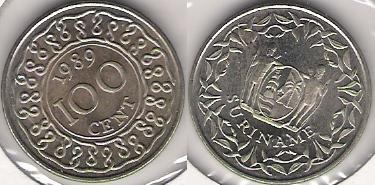
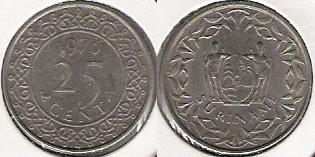
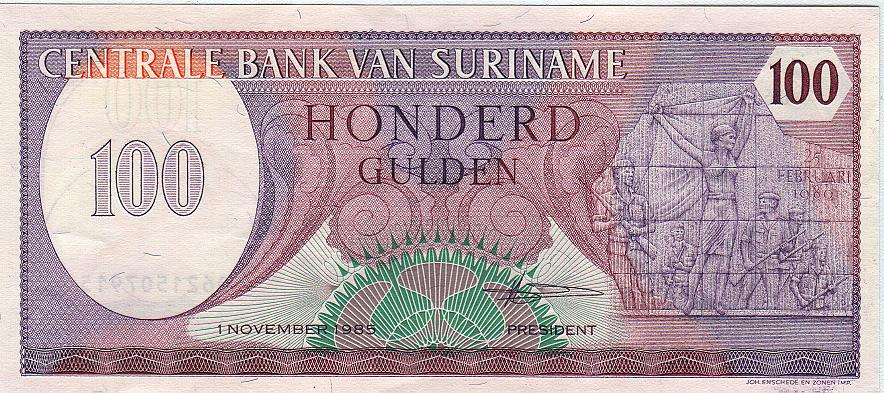
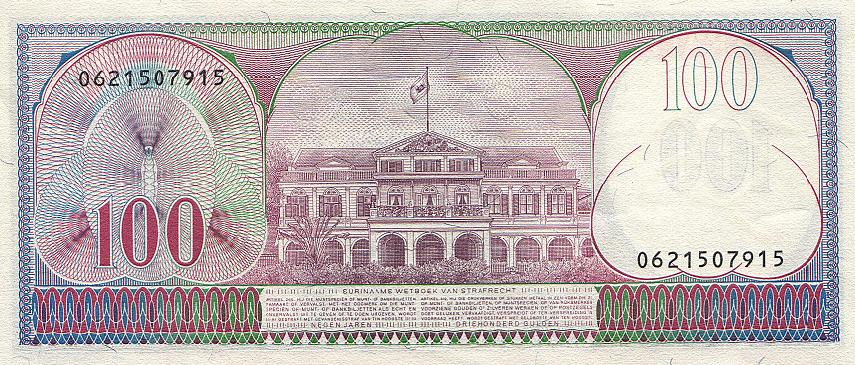
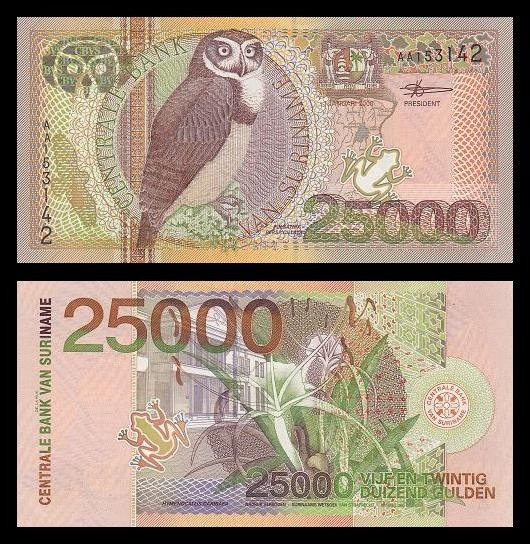

| Предшественник: Нидерландский гульден Соотношение: at par | Валюта Суринама – 31 декабря 2003 | Преемник: Суринамский доллар Причина: инфляция Соотношение: 1 доллар = 1000 гульденов |